# Letto Van Drom
Letto Van Drom (17 augustus 2006) is een Belgisch basketballer.

## Carrière
Van Drom speelde gedurende zijn jeugd in de jeugdploegen van de Antwerp Giants. In 2023 tekende hij een vijfjarig contract bij de Giants. In het seizoen 2024/25 maakte hij zijn debuut voor de eerste ploeg in een wedstrijd in de BNXT League tegen Brussels Basketball. Hij tekende in mei 2025 een contract voor drie seizoenen bij de Giants.

### Nationale ploeg
Van Drom is een Belgisch jeugdinternational voor de nationale ploeg.